# Língua oiampi
Wajãpi, wayãpi, waiãpi ou  oiampi é uma língua indígena falada pela etnia homônima. Pertence ao tronco linguístico tupi e é falada, atualmente, por aproximadamente oitocentos indivíduos, nos estados do Pará e do Amapá, no Brasil, e na Guiana Francesa.